# Chrysoperla harrisii
Chrysoperla harrisii är en insektsart som först beskrevs av Fitch 1855.  Chrysoperla harrisii ingår i släktet Chrysoperla och familjen guldögonsländor. Inga underarter finns listade i Catalogue of Life.